# Hauts-de-France
Hauts-de-France (prevedeno Gornja Francuska) jedna je od trinaest  francuskih pokrajina, koja se prostire na krajnjem sjeveroistoku Francuske. Nastala je 2016. ujedinjenjem dotadašnjih pokrajina Nord-Pas-de-Calais i Pikardije.
Hauts-de-France s juga graniči s Île-de-France, sa zapada s Normandijom, s istoka s Grand Estom i s Belgijom na sjeveru.
Grad Lille je administrativno središte i sjedište prefekture.
Predsjednik Francuske François Hollande još je u lipnju 2014. najavio plan smanjenja broja francuskih pokrajina s 21 na 13. Reorganizacija je osmišljena s ciljem da se smanje birokratski aparat i troškovi. Narodna skupština je u studenom 2014. odobrila promjenu, koja je stupila na snagu 1. siječnja 2016. Tako je nastala i pokrajina Nord - Pas-de-Calais - Picardie, koja je obuhvatila dobar dio sjeveroistoka Francuske. Toga proljeća stanovnici buduće regije izrazili su svoje nezadovoljstvo predloženim imenom za tu novu regiju. U ožujku 2016. regionalno je vijeće većinom glasova od tri predložena imena; Hauts-de-France (Gornja Francuska), Terres-du-Nord (Sjeverne zemlje) i Nord-de-France (Francuski sjever), izabralo ime - Hauts-de-France.
U rujnu 2016. Državni savjet (fra. Conseil d'État) potvrdio je tu odluku, kao i izbor Lillea za administrativno središte.